# Ісрар Хуссайн
Ісрар Хуссайн (нар. 5 березня 1986) — пакистанський спортсмен.
Учасник Олімпійських Ігор 2012 року.